# Powiat Człuchowski
Der Powiat Człuchowski (kaschubisch Człëchòwsczi kréz) ist ein Powiat (Kreis) in der polnischen Woiwodschaft Pommern. Der Powiat hat eine Fläche von 1574,41 km², auf der etwa 57.000 Einwohner leben. 

## Städte und Gemeinden
Der Powiat umfasst sieben Gemeinden.
Stadtgemeinde:
- Człuchów (Schlochau)

Stadt-und-Land-Gemeinden:
- Czarne (Hammerstein)
- Debrzno (Preußisch Friedland)

Landgemeinden:
- Człuchów
- Koczała (Flötenstein)
- Przechlewo (Prechlau)
- Rzeczenica (Stegers)

## Nachbarlandkreise
|                                | Powiat Bytowski Bütow                       |                              |
| Powiat Szczecinecki Neustettin | Kompassrose, die auf Nachbargemeinden zeigt | Powiat Chojnicki Conitz      |
|                                | Powiat Złotowski Flatow                     | Powiat Sępoleński Zempelburg |

## Partnerschaften
- Landkreis Northeim, Deutschland